# Xã West Bethlehem, Quận Washington, Pennsylvania
Xã West Bethlehem (tiếng Anh: West Bethlehem Township) là một xã thuộc quận Washington, tiểu bang Pennsylvania, Hoa Kỳ. Năm 2010, dân số của xã này là 1.460 người.